# 漆绘铜器

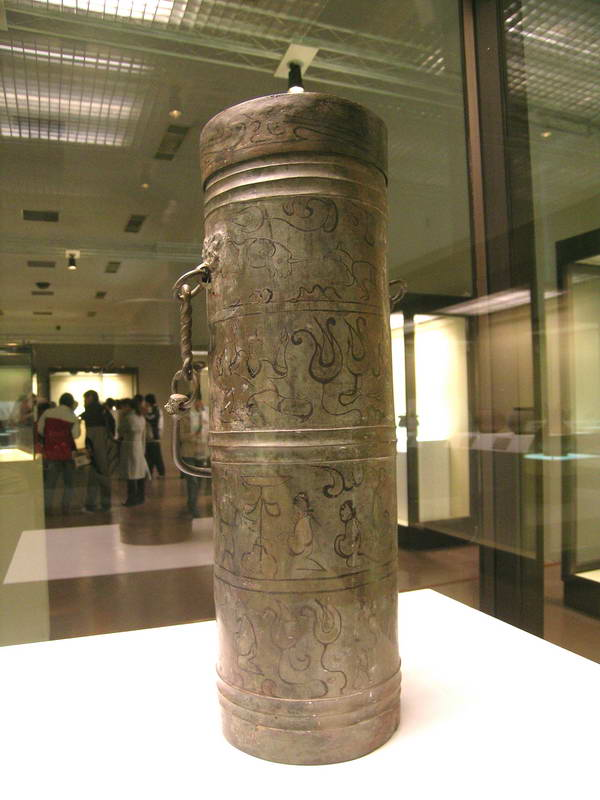
广西贵港罗泊湾一号墓出土的漆绘铜器，漆绘提梁铜筒（M1:42）

漆绘铜器，是在铜器上进行髹漆工艺进行装饰的器具。漆绘铜器在商朝就已经出现，但多是局部填漆。到了战国时期，出现了进行大面积漆绘的工艺。汉朝时在岭南地区出现一种红铜漆绘铜器，如广西罗泊湾一号墓出土的漆绘提梁铜筒和漆绘铜盆。